# Роана
Роана (итал. Roana) — коммуна в Италии, располагается в провинции Виченца области Венеция.
Население составляет 3765 человек, плотность населения составляет 48 чел./км². Занимает площадь 78 км². Почтовый индекс — 36010. Телефонный код — 0424.
Покровительницей населённого пункта считается святая Иустина. Праздник ежегодно празднуется 7 октября. 

## История Роаны
В XIII-XVIII веках город входил в состав Федерации Семи Общин на юге Тироля (Роана, Ротцо, Энего, Фодза, Азиаго, Галлио, Лузиана). ФСО была декларирована в 1310 году, de facto же существовала ещё с 1259 года. 20 февраля 1404 года Федерация Семи Общин объявила о присоединении к Венецианской республике, которая, со своей стороны, гарантировала их привилегии в течение следующих четырёх сотен лет. 
Соблюдалась оная гарантия чуть дольше: 403 года. Федерация была ликвидирована "наглой волею" Наполеона I, по его приказу, в 1807 году. На Венском конгрессе справедливость не была восстановлена - и территория Федерации отошла к Австрийской империи. 
21 октября 1866 года, после поражения Австрии, территория ФСО была присоединена к Итальянскому королевству. 
В 1906 г. в Роане был возведён высотный мост (Steinbrücke von Roana, Рonte di Roana), считавшийся чудом технической мысли того времени.
Ныне ФСО более известна как «Семь муниципалитетов Плато» и в 2006 году была поделена между провинциями Виченца и Тренто. Роана осталась в провинции Виченца.

## Города-побратимы
- Пояна-Маджоре, Италия
- Фельден, Германия